# Клевезаль, Эрих Кристиан
Барон Эрих Кристиан фон Клевезаль (Erich Christian von Klevesahl; 7 марта 1745, Висмар—5 июля 1818, Хаардт) — немецкий философ, историк, богослов, мистик и поэт, профессор философии в Гисене. Потомок и наследник суперинтендента Нидды, через которого имел особое право вотчинного землевладельца-судьи. Представитель мекленбургского дворянского рода часть представителей которого получило российское подданство. Дядя Николая Ефимовича Клевезаля.

## Биография
Эрих Кристиан Людвиг родился в семье Иоахима Фридриха Клевезаля и его жены Барбары Марии Фойгт  7 марта 1745 в Висмаре. С 1761 года юноша изучал философию и теологию в Ростоке, Йене и Гисене. 6 июля 1768 года он получил степень магистра в Гисене, где со следующего года работал как частный лектор. С 29 июля 1771 года Клевезаль экстраординарный профессор философии в Гисене, а с 26 октября того же года он также профессор истории в университете. С 1773 года Клевезаль – также профессор естественного права и морали. В 1777 году он получает должность проповедника в Гиссене. Параллельно развивается его карьера и как духовного и как  светского лица: с августа 1779 года он суперинтендант и советник Консистории, а также старший пастор и ученый в Дюркгейме, а с 1803 года суперинтендант и консисторский советник в Аморбахе.

## Семья
Эрих Кристиан Людвиг фон Клевезаль проживал в Ростоке, Йене и Гисене. Там 18 декабря 1771 года он женился на Елизавете Шарлотте Круг фон Нидда (21 февраля 1751, Цигенхайн—4 февраля 1779), дочери полковника Фридриха Кристиана Круг фон Нидды и Марии Кристины Хут фон Виссельсхайм. Таким образом через супругу Клевезаль был родственником поэта-романтика Фридриха Круг фон Нидды, который принимал участие в походе Наполеона на Россию и жил военнопленным в Киеве и Белостоке. При этом племянник Эриха Кристиана Николай Ефимович занимал в той же войне противоположную сторону: брат Эриха Кристиана, Иоахим (Ефим) Эрих фон Клевезаль, приехал в Россию в 1750-60-е годы и его потомки получили российское подданство.

## Издательская деятельность и публицистика

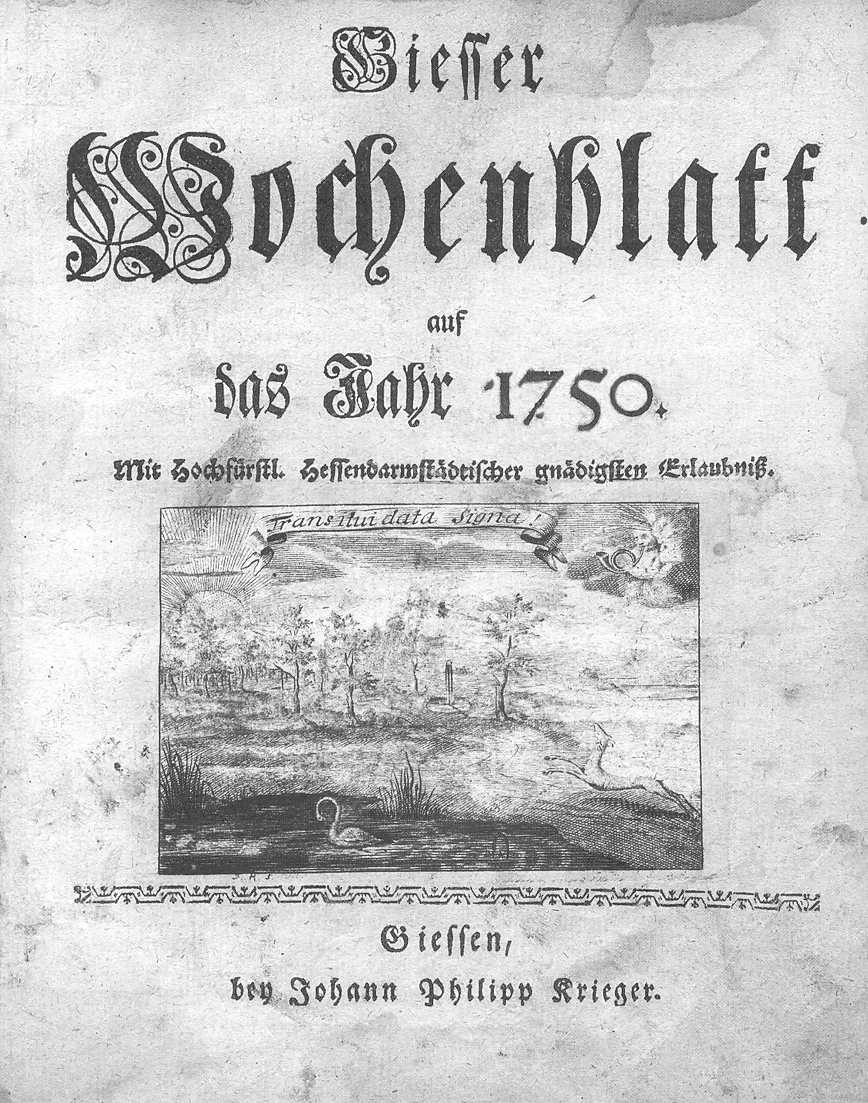
Титульный лист гисенской газеты Gießener Wochenblatt (1750)

С 1750 года в Гисене выходила одна из первых еженедельных газет. Её  издателем был Йоханн Христиан Конрад Кригер, а инициаторами и руководителями были профессора Гисенского университета. С 1769 по 1771 год руководителем газеты был профессор Эрих Кристиан Клевезаль.

## Работы

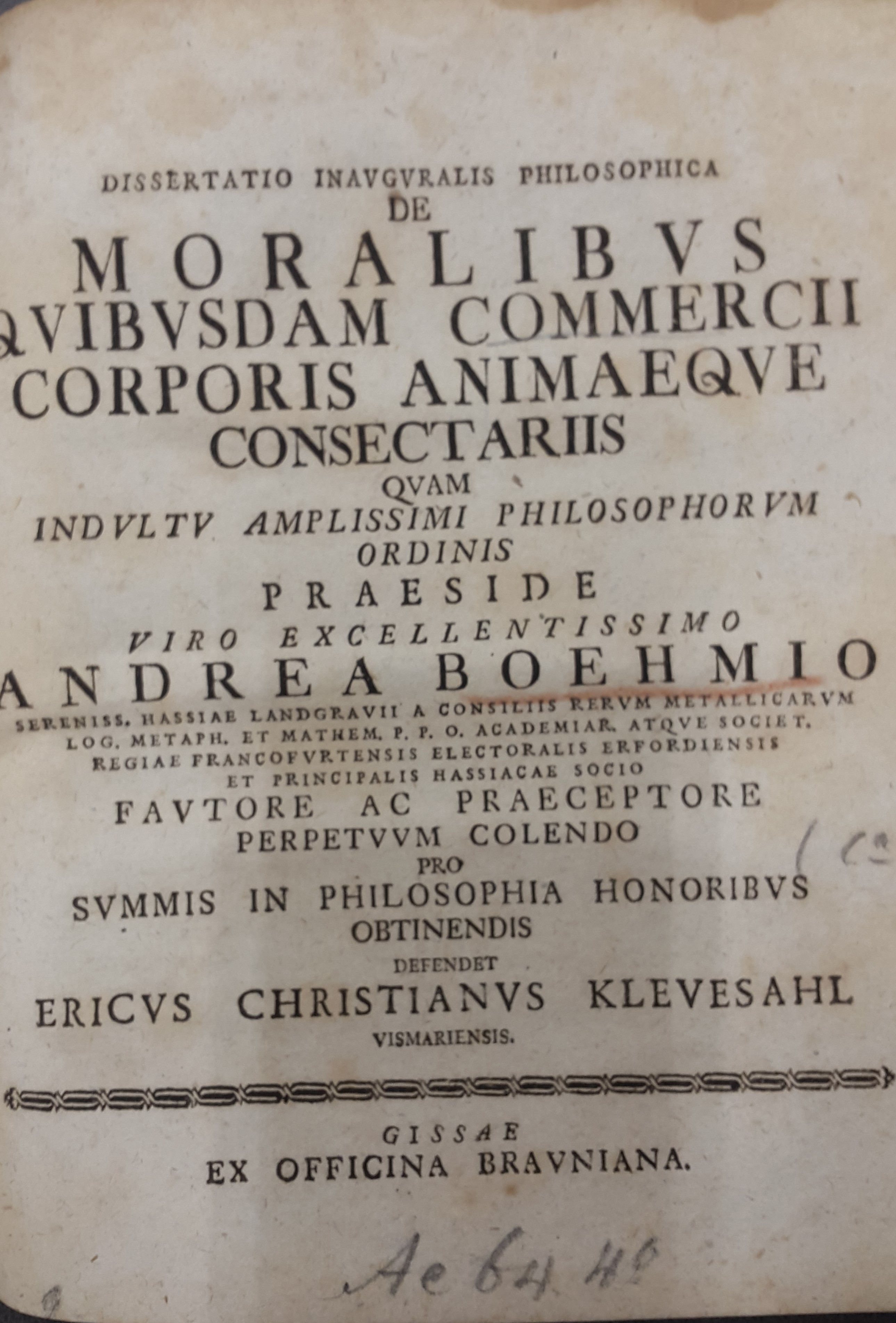
Диссертация фон Клевезаля — О некоторых моральных принципах торговли телом и душою. 1768.

- с Йоханном Штэфаном Мюллером: Мудрость Божья в ранней смерти праведника. 1768.
- Празднование счастливого дня пребывания принцессы Фридерики Луизы, помолвленной принцессой Прусской, в Гисене…. 1769.
- «De usu, quem ex litteris Elegantioribus capiant studia altiora» («Об опыте, который высшее образование может извлечь из более элегантной литературы»). Около 1770 г.
- Памятная конфирмация глухонемой госпожи фон Т** с просьбой к благотворителям. 1770.
- Стихи и трактаты E. К. фон Клевезаля 1772.
- с Георгом Кристианом Гебауэром: Nova iuris naturalis historia. 1774[8].
- Важные евангельские истины, публично представленные в катехизисе и некоторых других проповедях. 1776.